# 구료일만차적니 : 만 번 구해준 너
《구료일만차적니 : 만 번 구해준 너》(救了一万次的你)는 2022년 방송되었던 중국의 드라마이다.

## 줄거리
- 독설가 상사, '백진상'은 부하 직원들의 원한을 사며, 끊임없이 죽고 또 죽는다. 매번 그가 죽을 때마다 시간이 같은 날로 리셋되고, 그의 부하 직원인 '이루다'가 이 타임리프 안에 갇힌다. 이에서 벗어나기 위해선 백진상을 개과천선 시키고 그의 목숨을 구해야 하는데...

## 등장 인물
- 백객 (白客) - 자이전상 역
- 장아흠 (张雅钦) - 이루둬 역
- 류욱위 (刘旭威) - 장화화 역
- 경업정 (耿业庭) - 바이우췌 역
- 조정 (曹征) - 위거 역
- 허형문 (许馨文) - 쿵페이페이 역
- 공련순 (孔连顺) - 스티브 역
- 조흔 (赵昕) - 린즈잉 역
- 손예녕 (孙艺宁) - 궈샤오라이 역
- 자오페이린 - 리다칭 역
- 주항우 (周恒宇) - 딩샤 역

## 참고 사항
- 중국 현지에서 종영한지 5개월만에 채널차이나에서 VOD 저작권을 구입했다 국내 방송일자는 내년 2월 5일이다
- 해당드라마는 대한민국에서 방송된 드라마 죽어도 좋아를 리메이크 했던 작품이기도 하다